# Kim Merritt
Kim Merritt (* 22. Mai 1955) ist eine ehemalige US-amerikanische Marathonläuferin.
1975 wurde sie durch ihren Sieg beim New-York-City-Marathon in 2:46:14 h US-amerikanische Meisterin. Im Jahr darauf gewann sie beim Boston-Marathon, wurde Zweite beim von Ernst van Aaken organisierten Frauenmarathon in Waldniel und siegte beim Honolulu-Marathon.
1977 siegte sie beim Falmouth Road Race und beim Oregon Track Club Marathon mit dem US-Rekord von 2:37:57 h und wurde Zweite in New York City. 1978 wurde sie Vierte in Boston und Zweite beim Cleveland-Marathon, 1979 Sechste in Boston und Zweite beim Avon-Marathon in Waldniel mit ihrer zweitbesten Zeit von 2:39:43.
Für den Marathon der US-Trials für die Olympischen Spiele 1984 in Los Angeles kehrte sie ins Renngeschehen zurück; ihre Zeit von 2:43:31 reichte jedoch mittlerweile nur noch für den 53. Platz.
Kim Merritt studierte von 1973 bis 1977 an der University of Wisconsin-Parkside.